# دانیل بکر
دانیل بکر (انگلیسی: Daniel Bekker; ۹ فوریهٔ ۱۹۳۲ – ۲۲ اکتبر ۲۰۰۹) ورزشکار بوکس اهل آفریقای جنوبی بود.
وی در مسابقات کشوری و بین‌المللی در مجموع برندهٔ ۱ مدال طلا، ۱ مدال نقره، ۱ مدال برنز شده‌است.